# Hans Ludwig Scheel
Hans Ludwig Scheel (* 27. Oktober 1918 in Rostock; † 29. Juli 2007 in St. Ingbert) war ein deutscher Romanist und Literaturwissenschaftler.

## Leben und Werk
Hans Ludwig Scheel war Sohn des Medizinprofessors und Direktor des Orthopädischen Krankenhauses in Rostock Paul Friedrich Scheel, und Neffe der Künstlerin Margarete Scheel. 1943 heiratete er die aus Südtirol stammende Katharina Stimpfl. Mit ihr hatte er drei Töchter.
Nach Wehrdienst und Gefangenschaft studierte Scheel ab 1946 an der Universität Kiel Romanische Philologie, Altphilologie und Philosophie bei Hermann Gmelin, August Buck, Erich Burck und Ludwig Landgrebe. 1950 promovierte er mit der Untersuchung Die Urteile Sainte-Beuves über das Verhältnis der französischen Literatur zur Antike 1500–1800. Nach einem Lektorat in Bologna habilitierte sich Scheel 1955 an der Universität Kiel mit einer Arbeit über Leopardi und die Antike (München 1959). Es folgten eine Lehrstuhlvertretung in Kiel 1958/59, Dozentur (nach Umhabilitierung) in Bonn 1959/1960 und Berufung zum außerordentlichen (1960), dann ordentlichen Professor (1962) in Kiel. 1963 wurde er auf den Lehrstuhl für Romanische Philologie und Literaturwissenschaft der Universität des Saarlandes berufen, den er bis zu seiner Emeritierung 1985 innehatte und auf dem er vor allem italienische und französische Literaturwissenschaft lehrte, aber auch sprachwissenschaftlich forschte und lehrte. Besonders hervorzuheben ist seine leitende Arbeit im Rahmen des Sonderforschungsbereichs 100 „Elektronische Sprachforschung“, wo seit der Pionierzeit der Computerlinguistik bis in die späteren 80er Jahre an der Entwicklung von maschineller Sprachübersetzung gearbeitet wurde. Als Romanist betreute er vor allem das Sprachenpaar Französisch-Deutsch. Sein wissenschaftliches Spektrum reichte dabei neben  lexikographischer Forschung und Entwicklung von Morphologie über Syntax und Semantik bis hin zur Künstlichen Intelligenz.
Rufe nach Innsbruck 1963, Bonn 1966, Innsbruck 1969 und München 1970 lehnte er ab.
Scheel starb 2007 und ist in Rostock begraben.